# Cocorná (ort)
Cocorná är en ort i Colombia.   Den ligger i departementet Antioquía, i den centrala delen av landet, 200 km nordväst om huvudstaden Bogotá. Cocorná ligger 1 304 meter över havet och antalet invånare är 5 257.
Terrängen runt Cocorná är kuperad åt nordost, men åt sydväst är den bergig. Runt Cocorná är det ganska tätbefolkat, med 93 invånare per kvadratkilometer. Närmaste större samhälle är Santuario, 12,5 km nordväst om Cocorná. I omgivningarna runt Cocorná växer i huvudsak städsegrön lövskog.